# 龙之战 (2007年电影)
龍之戰 (Korean: 디워, released in North America as Dragon Wars: D-War)，是由沈炯來撰寫和執導的2007年南韓動作冒險奇幻電影，由傑森·貝爾，阿曼達·布魯克斯，羅伯特·福斯特和伊麗莎白·潘娜主演。在上映時，這是有史以來預算最高的韓國電影。 該片在票房上大獲成功，全球票房收入近1億美元。 受到評論家的普遍負面評價。